# Orla Brady
Orla Brady (Dublin, 28 de março de 1961) é uma atriz irlandesa.

## Filmografia

### Cinema
| Ano  | Título                     | Papel               | Notas          |
| ---- | -------------------------- | ------------------- | -------------- |
| 1994 | Words Upon the Window Pane | Vanessa             |                |
| 1999 | A Love Divided             | Sheila Kelly Cloney |                |
| 2000 | The Luzhin Defence         | Anna                |                |
| 2001 | Silent Grace               | Eileen              |                |
| 2002 | Fogbound                   | Ann                 |                |
| 2006 | Last Night                 | Lucy                | Curta-metragem |
| 2007 | 32A                        | Jean Brennan        |                |
| 2007 | How About You              | Kate Harris         |                |
| 2013 | Wayland's Song             | Grace               |                |
| 2015 | The Price of Desire        | Eileen Gray         |                |
| 2017 | The Foreigner              | Mary Hennessy       |                |
| 2019 | A Girl from Mogadishu      | Emer Costello       |                |
| 2019 | Rose Plays Julie           | Ellen               |                |
| 2021 | Black Medicine             | Bernadette          |                |
| 2022 | The Other Me               | Marina              |                |
| 2023 | Freud's Last Session       | Janie Moore         |                |

### Televisão
| Ano       | Título                                | Papel                | Notas                                      |
| --------- | ------------------------------------- | -------------------- | ------------------------------------------ |
| 1993      | Minder                                | Caixa de banco       | Episódio: "Opportunity Knocks and Bruises" |
| 1994      | The Bill                              | Amy                  | Episódio: "No Job for an Amateur"          |
| 1994      | Absolutely Fabulous                   | Enfermeira Mary      | Episódio: "Hospital"                       |
| 1994      | The Rector's Wife                     | Irmã Josephine       | Episódio: #1.2                             |
| 1995      | Dangerfield                           | Diane Foster         | 2 episódios                                |
| 1995–1996 | Out of the Blue                       | Rebecca Bennett      | 12 episódios                               |
| 1995      | New Voices                            | Ruby                 | Episódio: "The Treasure of Zavimbi"        |
| 1995      | Casualty                              | Wendy                | Episódio: "Outside Bulawayo"               |
| 1996      | Pie in the Sky                        | Kit Kelly de Goris   | Episódio: "Irish Stew"                     |
| 1996      | The Vicar of Dibley                   | Aoife                | Episódio: "The Christmas Lunch Incident"   |
| 1997      | The Heart Surgeon                     | Marcella Duggan      | Filme de TV                                |
| 1997-1998 | Noah's Ark                            | Clare Somers         | 9 episódios                                |
| 1998      | Wuthering Heights                     | Cathy                | Filme de TV                                |
| 1999      | Pure Wickedness                       | Jenny Meadows        | 4 episódios                                |
| 1999      | The Magical Legend of the Leprechauns | Kathleen Fitzpatrick | 2 episódios                                |
| 2000–2002 | Family Law                            | Naoise O'Neill       | 43 episódios                               |
| 2003      | Servants                              | Flora Ryan           | 6 episódios                                |
| 2003      | The Debt                              | Angela Jahnsen       | Filme de TV                                |
| 2004–2005 | Proof                                 | Maureen Boland       | 8 episódios                                |
| 2004      | Hustle                                | Meredith Gates       | Episódio: "Picture Perfect"                |
| 2004      | Nip/Tuck                              | Dra. Monica Jordan   | Episódio: "Christian Troy"                 |
| 2004      | Lawless                               | Liz Bird             | Filme de TV                                |
| 2005      | Revelations                           | Nora Webber          | 6 episódios                                |
| 2005      | Empire                                | Ácia                 | 4 episódios                                |
| 2005      | World of Trouble                      | Joan Denny           | Filme de TV                                |
| 2006      | Sixty Minute Man                      | Kate Henderson       | Filme de TV                                |
| 2006      | Jesse Stone: Death in Paradise        | Lilly Summers        | Filme de TV                                |
| 2007–2008 | Shark                                 | Claire Stark         | 4 episódios                                |
| 2007      | Protect and Serve                     | Dra. Lorna Herrera   | Filme de TV                                |
| 2008–2010 | Mistresses                            | Siobhan Dillon       | 16 episódios                               |
| 2008      | Wallander                             | Ella Lindfeldt       | Episódio: "Firewall"                       |
| 2010–2012 | Fringe                                | Elizabeth Bishop     | 5 episódios                                |
| 2010      | Strike Back                           | Katie Dartmouth      | Episódio: "Iraq: Part One"                 |
| 2010      | The Deep                              | Catherine Donnelly   | 5 episódios                                |
| 2012      | Eternal Law                           | Sra. Sheringham      | 6 episódios                                |
| 2012      | Sinbad                                | Taryn                | 9 episódios                                |
| 2013      | Jo                                    | Dormont              | 8 episódios                                |
| 2013      | Poirot                                | Condessa Rossakoff   | Episódio: "The Labours of Hercules"        |
| 2013      | Doctor Who                            | Tasha Lem            | Episódio: "The Time of the Doctor"         |
| 2015      | Banished                              | Anne Meredith        | 7 episódios                                |
| 2015      | American Odyssey                      | Sofia Tsaldari       | 9 episódios                                |
| 2015–2019 | Into the Badlands                     | Lydia                | 32 episódios                               |
| 2018      | Collateral                            | Phoebe Dyson         | 3 episódios                                |
| 2019      | American Horror Story: 1984           | Dra. Karen Hopple    | 4 episódios                                |
| 2020-2023 | Star Trek: Picard                     | Laris / Tallinn      | 11 episódios                               |
| 2020      | The South Westerlies                  | Kate                 | 6 episódios                                |
| 2022      | Death in Paradise                     | Maggie Harper        | Episódio: "Episode 8"                      |

### Video game
| Ano  | Título                               | Papel           |
| ---- | ------------------------------------ | --------------- |
| 2009 | Indiana Jones and the Staff of Kings | Maggie O'Malley |